# Blade Violent - I violenti
Blade Violent - I violenti è un film del 1983, diretto da Gilbert Roussel e Bruno Mattei (non citato nei titoli originali). È noto anche come Emanuelle - Fuga dall'inferno.
Ottavo e ultimo film della serie ufficiale di Emanuelle nera, secondo diretto da Bruno Mattei, con protagonista Laura Gemser, è stato girato in contemporanea a Violenza in un carcere femminile. Come il precedente film questo fa parte del genere women in prison, ma è ancora più violento mostrando una roulette russa con schizzi di cervello, e una carcerata con una lametta nella vagina.

## Trama
La fotoreporter Emanuelle viene condotta in un carcere, dopo una sua inchiesta sul procuratore Robinson. Lì diventa la vittima delle violenze della direttrice del carcere e di Albina, una detenuta violenta e confidente delle guardie. Intanto quattro pericolosi banditi condannati a morte vengono scortati per essere trasferiti in un carcere di massima sicurezza. Il loro leader è Crazy Boy Henderson. Durante il tragitto, i quattro tentano una rocambolesca fuga ma vengono raggiunti dallo sceriffo, che decide di consegnarli al carcere femminile dove è rinchiusa Emanuelle.
Arrivati lì, i quattro banditi riescono ad impossessarsi del carcere, organizzando una rivolta in cui è coinvolto anche un operatore cinematografico, e iniziano a molestare, violentare e torturare le detenute. La polizia prova ad intervenire, facendo irruzione, ma dopo aver perso uno di loro i banditi riescono a riprendere la situazione in mano e scatenano ulteriori violenze ai danni delle donne. Emanuelle e Albina vengono costrette a "giocare" alla roulette russa. Albina ha la peggio, di fronte a una sconvolta Emanuelle. Un altro bandito è invece vittima della vendetta di una detenuta, che si introduce una lametta nella vagina in un rapporto sessuale con lui, evirandolo. Ferito, il bandito cerca aiuto, ma le altre detenute riescono a prenderlo e ad ucciderlo.
Intanto i due banditi sopravvissuti tentano la fuga, ma ad attenderli c'è il procuratore Robinson che ordina ai suoi uomini di fare fuoco. I poliziotti uccidono uno dei banditi superstiti, mentre Crazy Boy Henderson riesce a fuggire portandosi dietro come ostaggi Emanuelle e lo sceriffo. In realtà il procuratore Robinson ha ordinato di sparare ai banditi nella speranza che nel conflitto a fuoco perisse anche Emanuelle. Durante la fuga, lo sceriffo riesce ad uccidere Crazy Boy Henderson e a liberare Emanuelle.

## Collegamenti ad altre pellicole
- La scena della roulette russa è una citazione de Il cacciatore, diretto da Michael Cimino nel 1978.
- La sequenza della rivolta nel carcere, in cui è coinvolto un operatore cinematografico, anticipa una sequenza simile presente in Assassini nati - Natural Born Killers, diretto da Oliver Stone nel 1994.